# Mecistogaster
Genre
Mecistogaster est un genre de grandes demoiselles néotropicales de la famille des Pseudostigmatidae. Il compte onze espèces réparties du Mexique à l'Argentine.
Les membres de ce genre ont de très longs abdomens qu'ils utilisent pour déposer leurs œufs dans les rosettes remplies d'eau de broméliacées poussant sur les arbres de la forêt.

## Liste d'espèces
- Mecistogaster amalia (en) (Burmeister, 1839)[3]
- Mecistogaster amazonica (en) Sjöstedt, 1918
- Mecistogaster asticta (en) Selys, 1860
- Mecistogaster buckleyi (en) McLachlan, 1881[4]
- Mecistogaster jocaste (en) Hagen, 1869
- Mecistogaster linearis (en) (Fabricius, 1776)
- Mecistogaster lucretia (en) (Drury, 1773)
- Mecistogaster martinezi (en) Machado, 1985 (nomen obscurum)
- Mecistogaster modesta (en) Selys, 1860
- Mecistogaster ornata (en) Rambur, 1842[5]
- Mecistogaster pronoti (en) Sjöstedt, 1918[6]